# Happy Xmas (album d'Eric Clapton)
Ne doit pas être confondu avec Happy Xmas (War Is Over).
Albums de Eric Clapton
Live in San Diego
(2016) Crossroads Guitar Festival 2019
(2020)
Happy Xmas est le premier album de Noël d'Eric Clapton et son 22e en solo enregistré en studio. Il est sorti le 12 octobre 2018. Il contient 13 reprises de chansons ayant pour thème Noël (15 pour la version européenne de décembre 2018), arrangées majoritairement dans un style blues et une composition originale de Clapton et de son producteur Simon Climie.

## Pistes
| No  | Titre                                         | Auteur                                                                                    | Durée |
| --- | --------------------------------------------- | ----------------------------------------------------------------------------------------- | ----- |
| 1.  | White Christmas                               | Irving Berlin (Arrangements par Eric Clapton et Simon Climie)                             | 2:58  |
| 2.  | Away in a Manger (Once in Royal David's City) | Traditional, William J. Kirkpatrick                                                       | 4:44  |
| 3.  | For Love on Christmas Day (new song)          | Eric Clapton, Simon Climie, Dennis Morgan                                                 | 3:36  |
| 4.  | Everyday Will Be Like a Holiday               | William Bell, Booker T. Jones                                                             | 3:38  |
| 5.  | Christmas Tears                               | R. C. Wilson, Sonny Thompson                                                              | 4:22  |
| 6.  | Home for the Holidays                         | Anthony Hamilton, Kelvin Wooten                                                           | 4:00  |
| 7.  | Jingle Bells (In Memory of Avicii)            | James Lord Pierpont (arr. Clapton, Climie, Salif Keita, Manfila Kante)                    | 5:58  |
| 8.  | Christmas in My Hometown                      | Sonny James                                                                               | 2:51  |
| 9.  | It's Christmas                                | Hamilton, Wooten, Brandon Davis                                                           | 4:43  |
| 10. | Sentimental Moments                           | Friedrich Holländer, Ralph Freed                                                          | 4:06  |
| 11. | Lonesome Christmas                            | Lloyd Glenn, Lowell Fulson                                                                | 3:51  |
| 12. | Silent Night                                  | Franz Xaver Gruber, Joseph Mohr, John Freeman Young (arr. Clapton, Climie, Walt Richmond) | 4:02  |
| 13. | Merry Christmas Baby                          | Lou Baxter, Johnny Moore                                                                  | 4:11  |
| 14. | Have Yourself a Merry Little Christmas        | Ralph Blane, Hugh Martin                                                                  | 3:31  |
| 15. | A Little Bit of Christmas Love (bonus)        | Rosco Gordon                                                                              | 2:44  |
| 16. | You Always Hurt the One You Love (bonus)      | Allan Roberts, Doris Fisher                                                               | 3:58  |

- les pistes 15 et 16 ont été initialement publiées pour le Record Store Day, en 2018 sur un album 12", et republiées ensuite en décembre 2018 sur la version européenne de l'album.

## Musiciens
Selon le livret inclut avec l'album :
- Eric Clapton – guitare, chant
- Doyle Bramhall II – guitares
- Nathan East – basse
- Walt Richmond – piano, claviers
- Toby Baker – claviers
- Simon Climie – claviers, guitare acoustique, percussions, programmation
- Tim Carmon – orgue Hammond
- Ringo Starr – batterie
- Paul Waller – programmation
- Nick Ingman – arrangements des cordes et des chœurs
- Dirk Powell – accordéon, violon
- Isobel Griffiths – premier violon
- Perry Montague-Mason – violon
- Emlyn Singleton – violon
- Tim Gill – violoncelle
- Mary Scully – contrebasse
- Peter Lale – alto
- Melia Clapton – choriste
- Sophie Clapton – choriste
- Sharon White – choriste
- Metro Voices – chorale

## Charts
| Classement (2018)               | Meilleure position |
| ------------------------------- | ------------------ |
| Autriche (Ö3 Austria Top 40)    | 45                 |
| Belgique (Flandre Ultratop)     | 64                 |
| Belgique (Wallonie Ultratop)    | 114                |
| Canada (Canadian Albums)        | 97                 |
| Tchéquie (IFPI)                 | 23                 |
| Pays-Bas (Mega Album Top 100)   | 111                |
| Allemagne (Media Control AG)    | 37                 |
| Italian Albums (FIMI)           | 75                 |
| Écosse (OCC)                    | 47                 |
| Spanish Albums (PROMUSICAE)     | 34                 |
| Suisse (Schweizer Hitparade)    | 73                 |
| Royaume-Uni (UK Albums Chart)   | 97                 |
| États-Unis (Billboard 200)      | 84                 |
| États-Unis (Top Holiday Albums) | 1                  |